# Lijst van burgemeesters van Kaag en Braassem
Dit is een lijst van burgemeesters van de Nederlandse gemeente Kaag en Braassem in de provincie Zuid-Holland.
| Ambtsperiode                    | Naam burgemeester            | Partij of stroming | Bijzonderheden |
| ------------------------------- | ---------------------------- | ------------------ | -------------- |
| 1 januari 2009 - 29 maart 2010  | Bas Eenhoorn                 | VVD                | waarnemend     |
| 30 maart 2010 - 2 november 2021 | Marina van der Velde-Menting | VVD                |                |
| 3 november 2021 - heden         | Astrid Heijstee-Bolt         | D66                |                |